# Billet du Trésor
Ne doit pas être confondu avec Bon du Trésor.
On appelle billet du Trésor une monnaie fiduciaire française fabriquée entre 1943 et 1944 à Londres en vue de remplacer les coupures officielles de la Banque de France dans les territoires libérés par les Forces françaises libres.

## Le Trésor central
Le 25 septembre 1941 est créé à Londres le Comité national français. Un an plus tôt, le 7 août 1940, le Général de Gaulle, Pierre Denis et René Cassin obtiennent des facilités financières auprès de la banque d'Angleterre dans le but de créer un fonds de soutien. Le 2 décembre 1941, est créée, dans les locaux même de la Banque, au 9 Princes Street, la Caisse centrale de la France libre dont la direction est confiée à André Diethelm. Les sommes avancées par l'institution britannique furent intégralement remboursées à la Libération.
Cette Caisse devient de facto l'institut d'émission et le Trésor des Forces françaises libres. Elle sera remplacée en 1944 par la Caisse centrale de la France d'outre-mer.
Ces billets ont été fabriqués à Londres, gravé et imprimé par De La Rue. La conception fut confiée à Edmond Dulac, créateur de la célèbre Mariane dont le buste de profil est repris comme motif central.
Leurs dimensions sont de 156 × 99 mm.

## Le 100 francs Marianne "Corse libre"

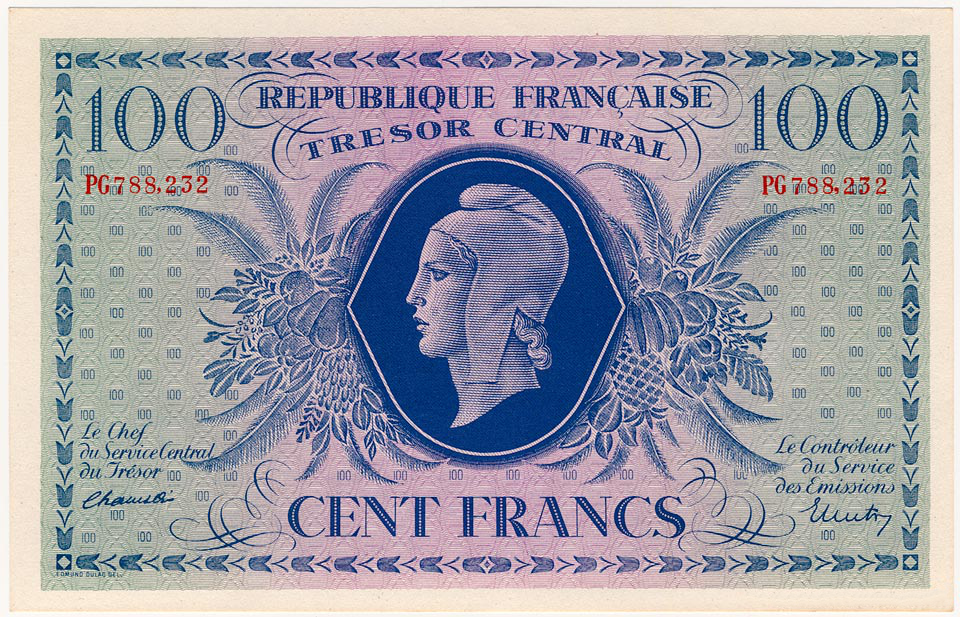
Billet du Trésor, 100 francs

Avec le débarquement des Forces françaises en Corse le 12 septembre 1943, le retrait des coupures de 100, 500, 1000 et 5000 francs de la Banque de France est rendu effectif par l'ordonnance du 2 octobre. Seules les petites coupures sont autorisées à circuler. Pour remplacer ces grosses coupures, on demande aux populations de venir les échanger contre ces nouveaux billets de 100 francs. Ces échanges avaient lieu dans les bureaux de Poste.
La couleur dominante en est le bleu et ses dimensions sont de 156 × 99 mm. Au recto, l'on remarque la mention "Trésor central" sous les mots "République française". Au verso, au centre, un bric à brac d'objets en lien avec les activités maritimes.
Il circulera en Corse du 23 octobre 1943 au 31 mars 1946.

## Les autres types
Ces billets ont été émis au nom de la Caisse Centrale de la France Libre (1941-1943) pour les territoires libres de l'Empire colonial français :
- Le 5 francs Marianne orange
- Le 10 francs Marianne violet
- Le 20 francs Marianne vert
- Le 100 francs Marianne vert et jaune
- Le 1000 francs Phoenix

Ces deux billets sont émis au nom du Trésor central pour la France métropolitaine seulement, en vue de l'échange obligatoire de toutes les coupures Banque de France supérieures à 50 francs et qui prit place le 4 juin 1945. Ces 2 coupures ayant été très largement contrefaites, le gouvernement a dû le 31 juillet 1946 les retirer de la circulation :
- 500 francs Marianne marron (sans mention du "Trésor central")
- 1000 francs Marianne vert

## Galerie

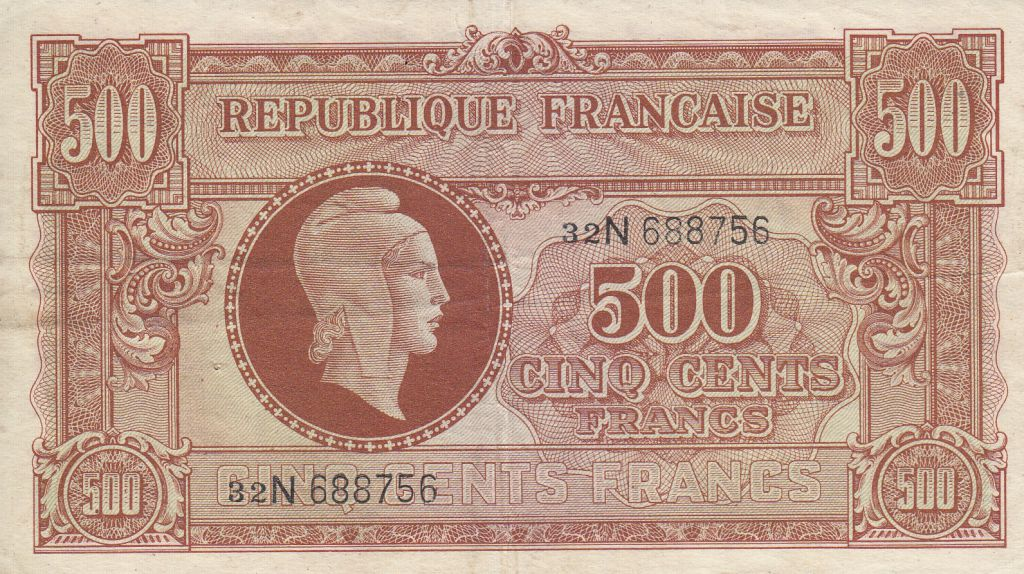
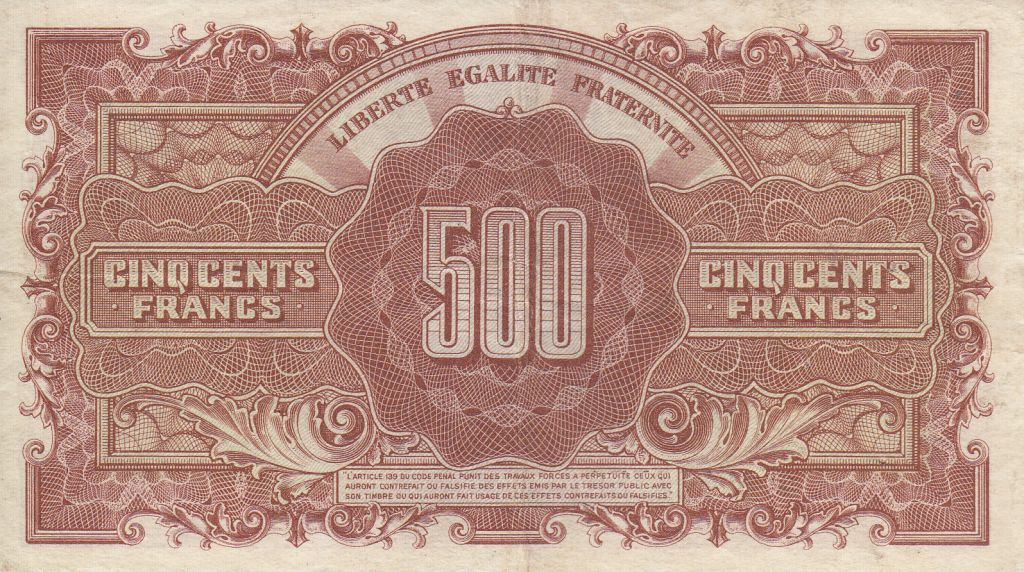
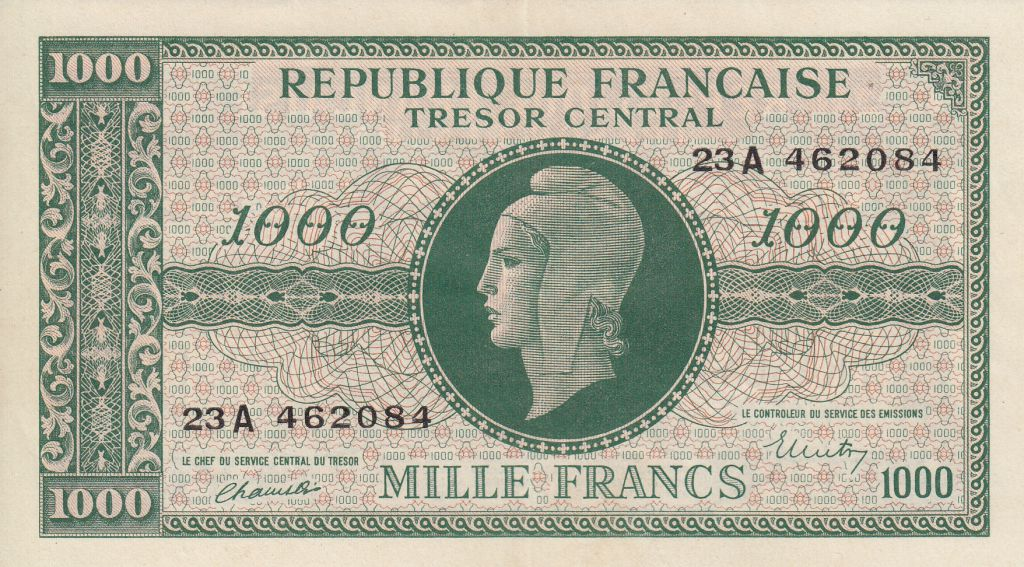
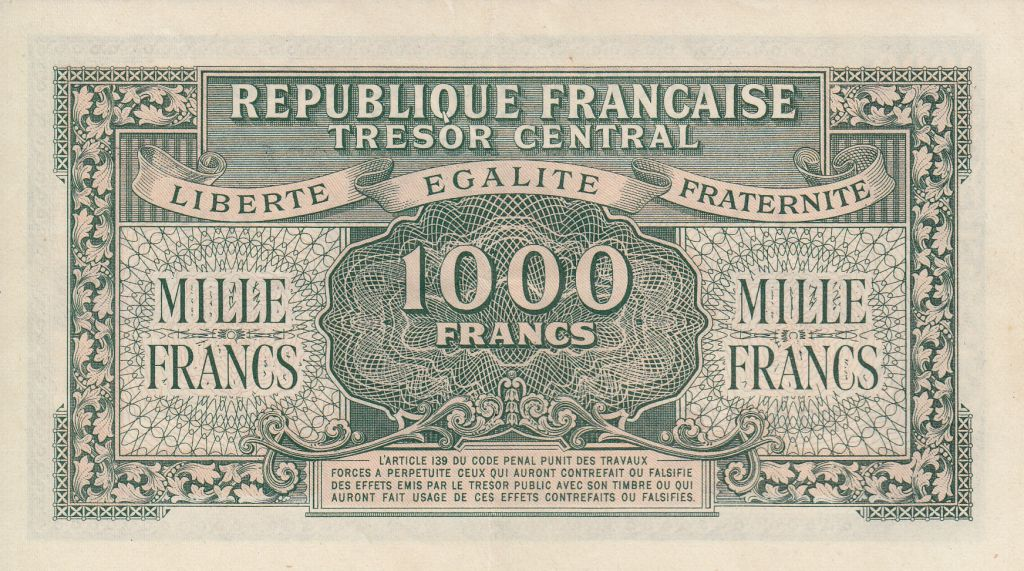
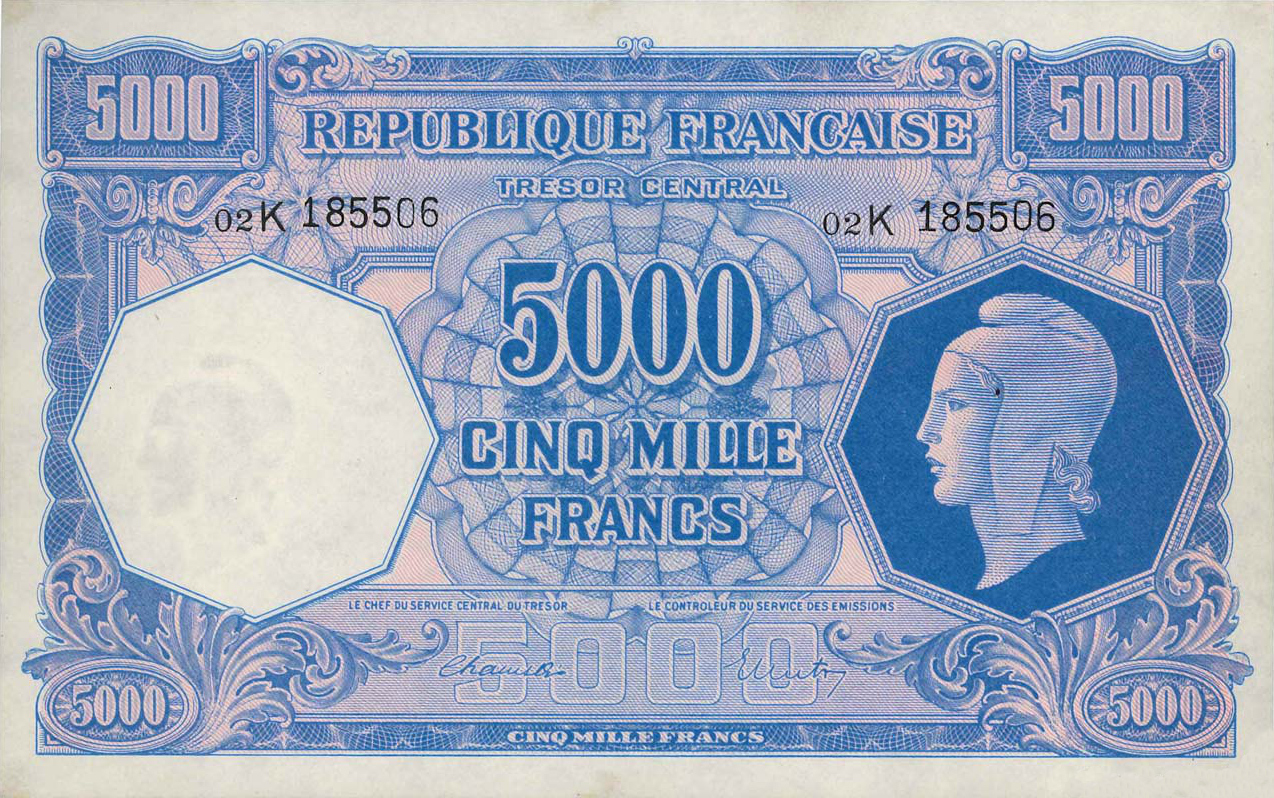